# TACAN

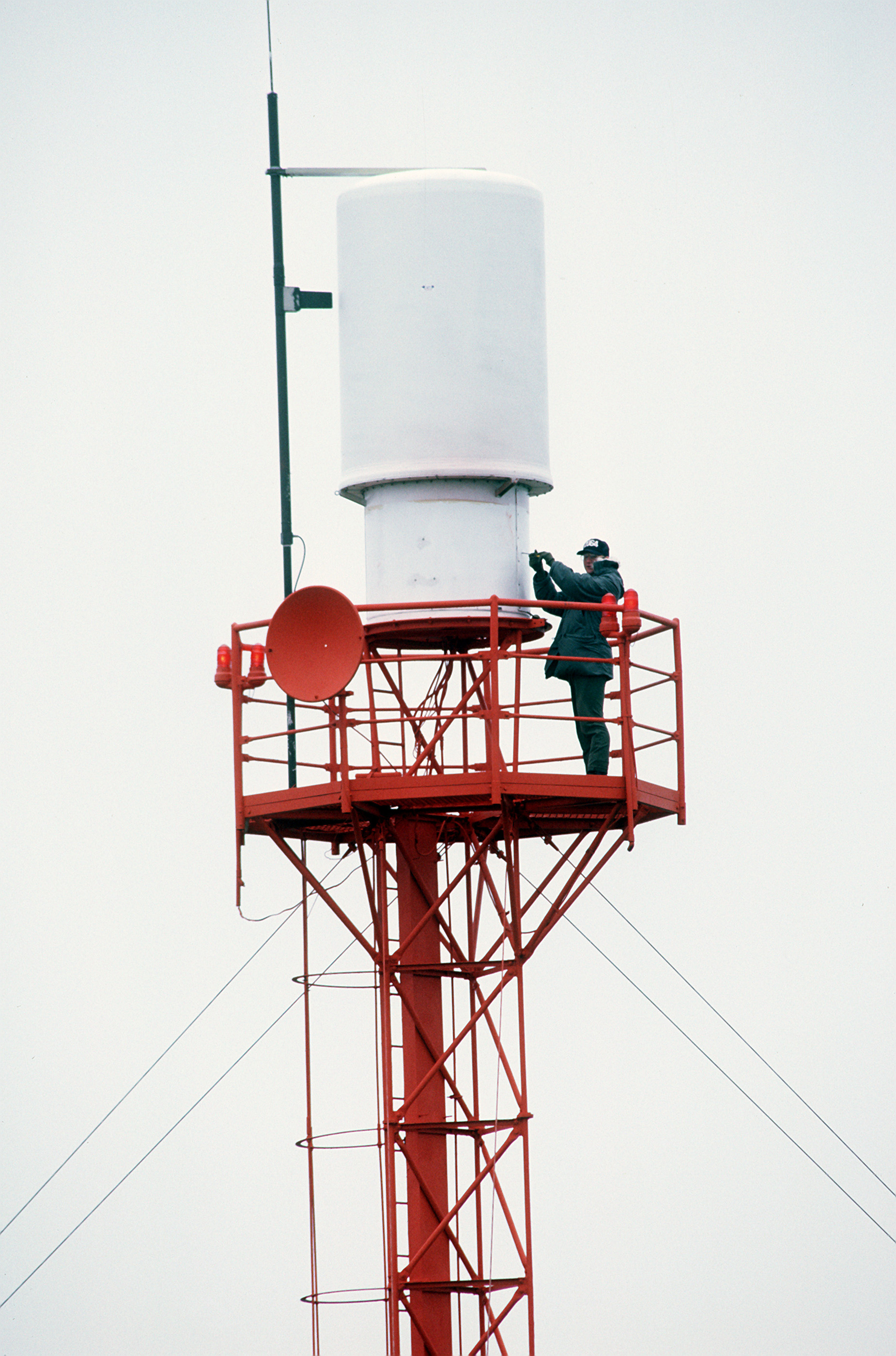
Una antena TACAN en Shemya, Alaska.

Un sistema de navegación aérea táctica, normalmente llamado por su acrónimo en inglés TACAN (tactical air navigation system), es un sistema de navegación usado por aeronaves militares. Proporciona al usuario información de rumbo y distancia a una estación situada en tierra o a bordo de un barco. Es una versión más precisa del sistema VOR/DME que proporciona información de rumbo y distancia para la aviación civil. La porción DME del sistema TACAN está disponible para uso civil.

## Funcionamiento

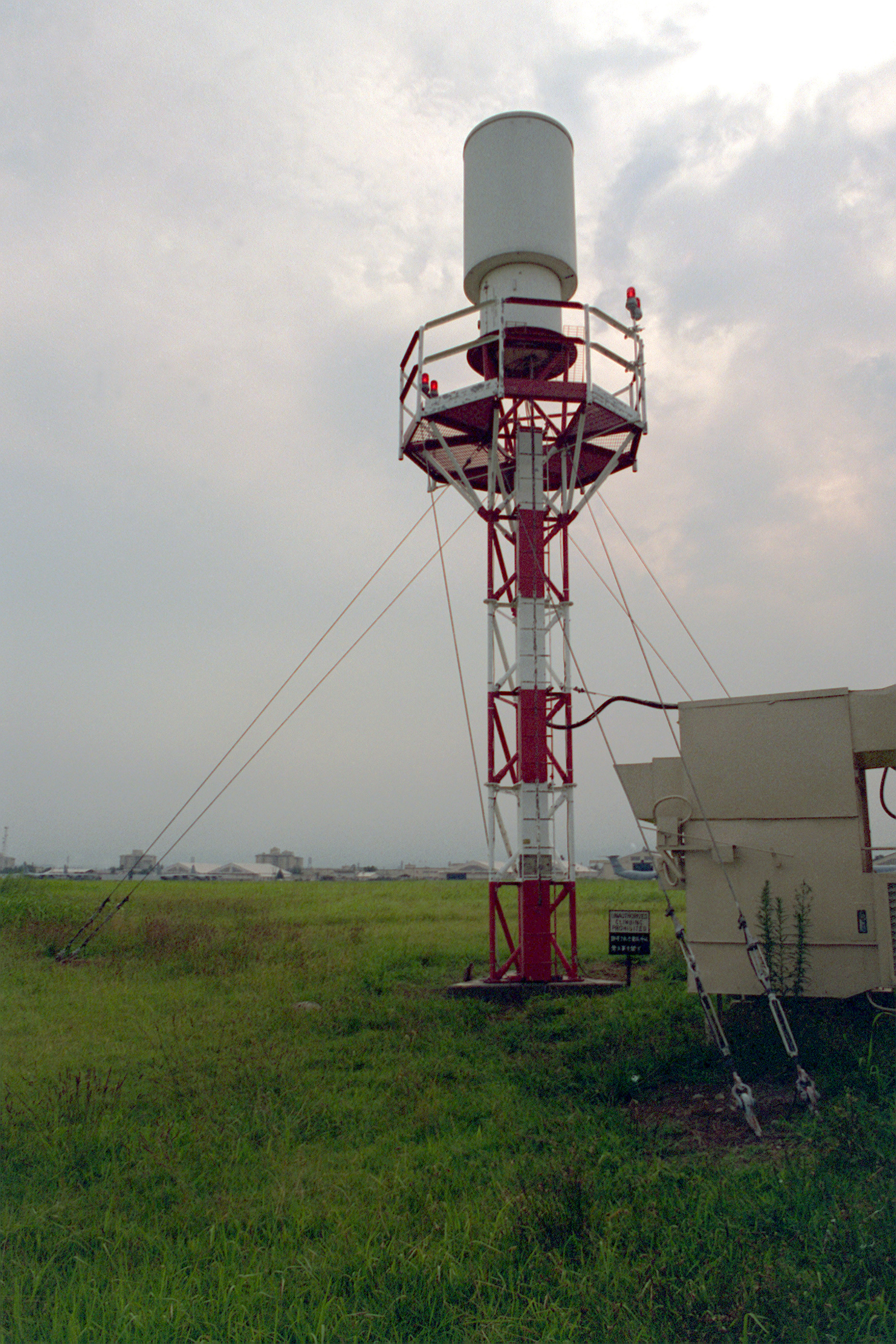
Antena TACAN de la Fuerza Aérea Estadounidense.

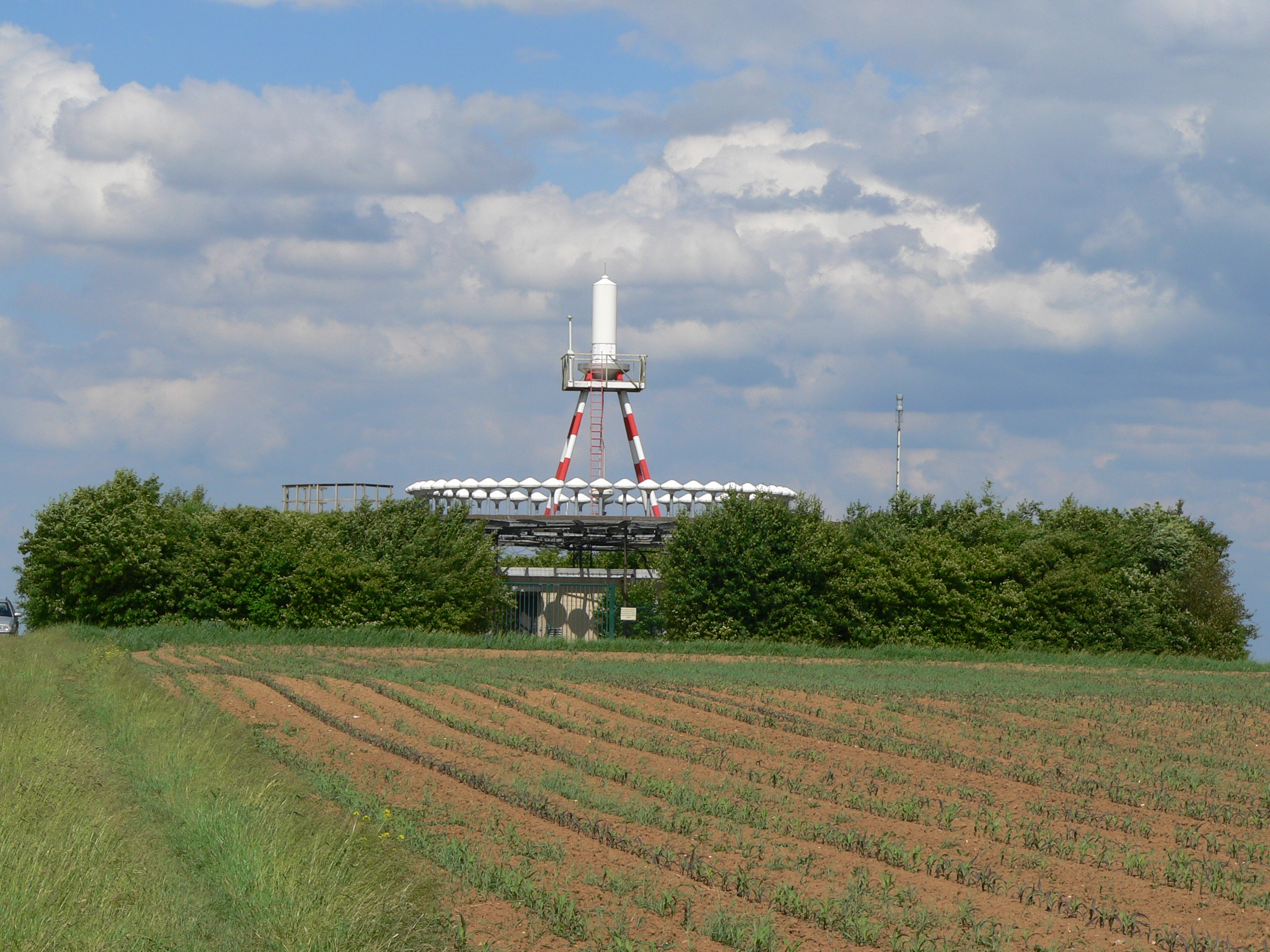
VORTAC TGO (TANGO) Alemania. Antena TACAN más alta en el centro de la imagen.

El sistema TACAN nos proporciona tanto la dirección como la distancia, empleando dos sistemas independientes para ello:
Medición de distancia a la aeronave: usa un elemento DME X (militar) pero que conserva las especificaciones técnicas del DME Y (de carácter civil), lo que garantiza la compatibilidad y el uso de este sistema por parte de la aviación comercial. 
Obtención de la dirección de la aeronave: este es el sistema que sustituye al elemento VOR del par VOR/DME, y aunque presenta ciertas características comunes, presenta también elementos divergentes.
TACAN, en general, puede describirse como la versión militar del sistema VOR/DME. 

Diagrama de radiación con forma de cardioide.

- El sistema, al igual que el VOR, hace uso de un diagrama de radiación con forma de cardioide, que presenta una velocidad de giro determinada, la cual genera una señal modulada en amplitud cuya fase depende de la dirección del transpondedor, haciéndose necesario una referencia de fase, lograda al transmitir una señal omnidireccional.
- La antena del sistema TACAN gira a una velocidad de 15 revoluciones por segundo (900 rpm) (15 Hz), diferenciándose del sistema VOR que posee una velocidad de 30 revoluciones por segundo (1800 rpm) (30 Hz).
- El sistema también hace uso de un conjunto de frecuencias distinto a las usadas en VOR.
- - VOR: 108-117.95 MHz
  - TACAN: 962-1213 MHz (Estas frecuencias son las utilizadas en un sistema DME).

- Otra semejanza de este apartado con el DME es la forma de transmitir la señal, en pares de pulsos con envolvente gaussiana y una separación de 12 microsegundos (semejante al modelo DME X)
- El diagrama de radiación presenta muchos lóbulos, debidos a la utilización de 9 antenas reflectivas, lo que genera una mejora en la capacidad de determinación de la fase.

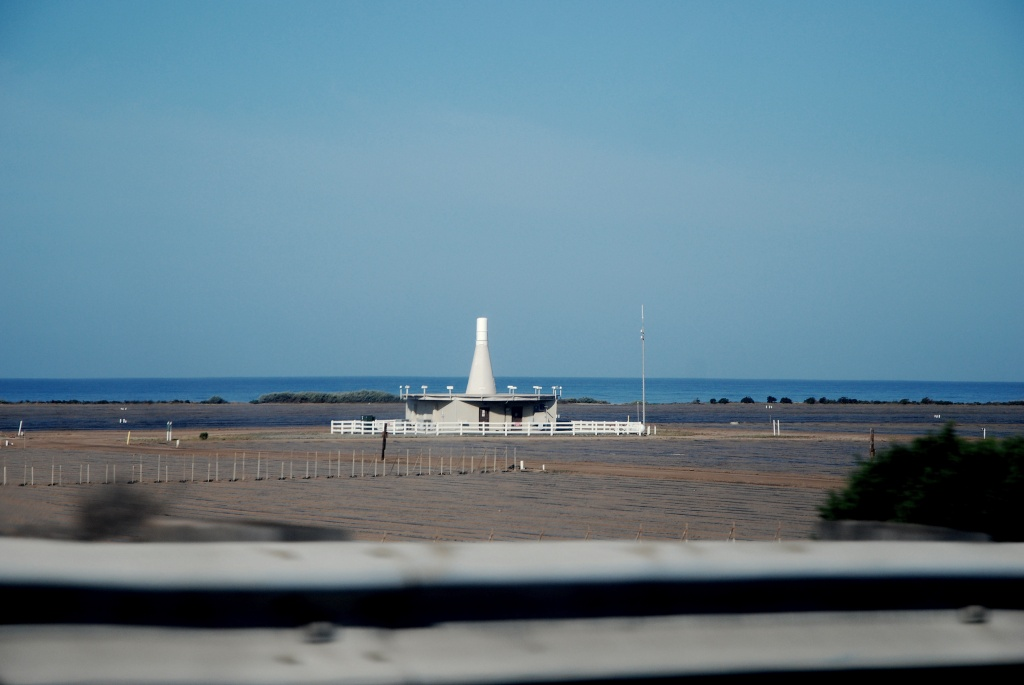
Sistema VORTAC.

Como ya hemos visto, la medición de distancia en el sistema TACAN es totalmente compatible con el DME, por tanto, para reducir el número de estaciones necesario, las estaciones TACAN son frecuentemente situadas en instalaciones VOR. Estas agrupaciones de estaciones se conocen como VORTACs. Se trata de conjuntos formados por una estación VOR para información del rumbo de uso civil y una TACAN para medición del rumbo de uso militar y medición de la distancia de uso mixto (militar y civil). El transpondedor TACAN realiza la función de un DME sin necesidad de separación, coubicación DME. Debido a la rotación de la antena crea una gran parte de la señal de acimut, si la antena falla, la componente de acimut no está disponible y el TACAN se reduce al modo DME solamente.

## Exactitud
En teoría, TACAN debería proporcionar una precisión nueve veces mayor que la disponible con el uso de VOR, pero ha mostrado solo un 1,5 a 2 veces mayor.[cita requerida]
La exactitud de la componente de acimut de los 135 Hz es de ± 1 ° ± o 63 m en 3.47 km.  La precisión de la parte DME es de 185 m (± 0,1 millas náuticas).

## Ventajas
Debido a que las medidas de alcance y azimut son proporcionadas simultáneamente por un único sistema, es previsible una simplificación en su instalación.
Las necesidades de espacio son menores que las de un sistema VOR debido a que este último requiere un sistema de antenas más complejo. Un sistema TACAN , en teoría, puede ubicarse en una edificación, en un barco, avión o camión de gran tamaño, pudiendo estar operativo en un menor periodo de tiempo. Por ejemplo, los aviones encargados del repostaje en vuelo (avión cisterna) llevan instalados estos sistemas.

## Desventajas

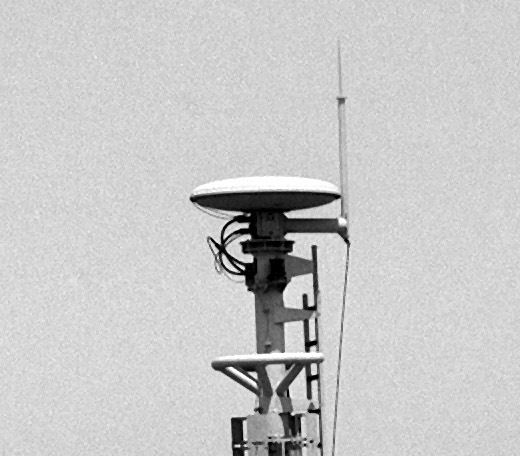
Antena TACAN montada en el USS Raleigh (LPD-1) con un pararrayos acoplado.

El principal inconveniente que se encuentra en aplicaciones militares es la vulnerabilidad del sistema ante escuchas, pues tiene un pobre control de emisiones, y relacionado con lo anterior, muy baja capacidad de sigilo. Si no se realiza ninguna encriptación, un enemigo dentro del rango del TACAN puede usar su señal para localizar (por ejemplo a un barco) y atacarlo.
Algunos sistemas TACAN tienen implementados un modo Demand Only (Solo bajo demanda), en el cual solo transmiten cuando son interrogados por un canal determinado.
Es probable que el TACAN sea reemplazado por un sistema GPS Diferencial similar al LAAS ("Local Area Augmentation System"), denominado JPALS("Join Precision Approach and Landing System"), que posea una baja probabilidad de interceptación, lo que lo protege de la detección enemiga. Además incorpora el uso de una portadora específica para aterrizaje automático de aviones.
El TACAN convencional modula la señal transmitida usando una antena que rota mecánicamente a 900 RPM. El tamaño de esta antena, y su rotación permanente (24 horas al día), hacen que puedan aparecer problemas en la fiabilidad, lo que ha impulsado la tendencia actual de usar antenas de rotación electrónica que no implican elementos mecánicos.

## Futuro
El TACAN, como el resto de las técnicas de navegación aérea que están actualmente en uso, tiene muchas probabilidades de ser reemplazado por sistemas satelitales de navegación, tipo GPS.